# Frères Haag
Pour les articles homonymes, voir Haag.

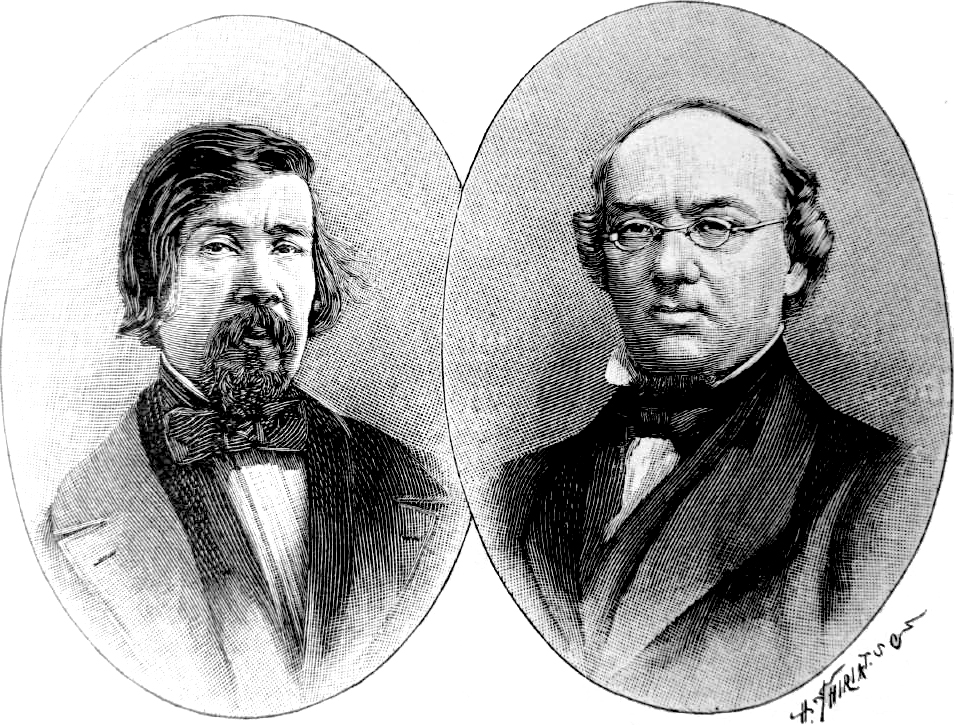
Les frères Haag, gravure de Henri Thiriat.

Eugène et Émile Haag, connus sous le nom collectif de frères Haag sont deux historiens protestants. Eugène est né à Montbéliard le 11 février 1808 et mort le 5 mars 1868 à Paris et Émile est né à Montbéliard le 8 novembre 1810 et mort le 11 mai 1865 à Paris.

## Leur vie
Au sortir du collège de Montbéliard, ils allèrent étudier à l'université de Strasbourg : Eugène, la théologie et Émile, le droit. Mais Eugène ne devint pas pasteur ni Émile avocat. Eugène dirigea pendant quelque temps un pensionnat à Cernay, et devint ensuite professeur de littérature à l’école de commerce de Leipzig, où Émile le rejoignit, comme professeur d’économie politique, après avoir été deux ans précepteur en Pologne. Ils quittèrent tous deux Leipzig, en 1836, pour se fixer à Paris, où ils traduisirent des ouvrages anglais, allemands, polonais, portant au National, à l’Époque, au Bons-Sens, à l’Encyclopédie des gens du monde, des articles invariablement signés « E. Haag », qu’on pouvait attribuer à l’un aussi bien qu’à l’autre. 
Les deux frères firent en commun un dictionnaire biographique, qui portera leurs noms à la postérité : La France protestante, Paris, Joël Cherbuliez, 1846-1859, dix volumes grand in-8° à deux colonnes, « monument immense, qui a ressuscité un monde », a dit Jules Michelet. Eugène voulut que, sur la tombe d’Émile, mort en 1865, on proclamât que son frère avait eu la première idée de ce travail gigantesque qu’ils s’étaient partagé, Émile prenant pour lui les poètes et les artistes, et laissant tout le reste à Eugène. Le premier et le dernier volume ont paru aux frais des auteurs, qui reçurent enfin une récompense en quelque sorte nationale : dix mille francs, produits par une souscription entreprise à la suite d’un vote de la conférence pastorale de 1859. Il s’était joint à Charles Weiss, à Athananase Coquerel et à leur survivant, Charles Read, pour fonder la Société de l'histoire du protestantisme français, dont il fut secrétaire et vice-président. 
Emmanuel-Orentin Douen écrit d’Eugène Haag dans l’Encyclopédie des sciences religieuses: « Honoré de son intimité, nous l’avons vu constamment allier la plus grande indépendance d’esprit et de caractère à un complet dévouement à la science et à la foi dans le triomphe de la vérité. Il n’eût pas voulu d’autre oraison funèbre. »

## Œuvres
- E. Frères Haag, La France protestante : ou Vies des protestants français qui se sont fait un nom dans l’histoire depuis les premiers temps de la réformation jusqu’à la reconnaissance du principe de la liberté des cultes par l’Assemblée nationale, Joël Cherbuliez, 1846-1859 La France protestante, ou Vies des protestants français qui se sont fait un nom dans l'histoire :

T. I, Abauzit-Baschi, T. II, Basnage-Brodeau, T. III, Brossier-Colivaux, T. IV, T. V, Estienne-Huault, T. VI, Huber-Lesage, t. VII, L'Escale - Mutonis, T. VIII Nagel-Rosenstiel, t. IX, Rossel-Zorn, pièces justificatives

### Eugène Haag
La vive et prompte intelligence d’Eugène était apte à embrasser les sujets les plus divers :
- Il fit pour le duc d'Orléans un rapport sur l’art militaire en Allemagne ;
- Il prit part à la révision de la Bible publiée par Matter en 1850, et particulièrement à la désignation des parallèles qui lui donnent une valeur scientifique ;
- Il rédigea, en collaboration avec le docteur Roth, un journal de médecine homéopathique ;
- Il se chargea un instant de la direction du Lien, et à deux reprises de celle du Disciple de Jésus-Christ ;
- Il travailla à l’Histoire littéraire de la France et collabora à la Revue germanique ;
- O. Douen dit dans l’Encyclopédie des sciences religieuses, qu'on a trouvé dans les papiers d’Eugène jusqu’à un roman et une tragédie ;
- Il a aussi publié un Cours complet de langue française en quatre parties, Leipzig, 1834-1836, in-8° ;
- Des Vues classiques de la Suisse, d’après Zschokke, 1836-1837, in-8° ;
- Une Vie de Luther, 1839, in-12 ;
- Une Vie de Calvin, 1840, in-12 ;
- Une traduction de l’Opinion de Milton sur la Trinité, 1842, in-12 ;
- On doit encore à Eugène une Histoire des dogmes, Paris, 1862, 2 vol. in-8°, et une Théologie biblique, Paris, 1870, in-8°, parue deux ans après sa mort.

### Émile Haag
- Émile a traduit de l’anglais la Vie de l’archevêque Cranmer, Paris, 1843, 2 vol. in-18,
- Il est l’auteur d’un volume de Satires et poésies diverses, Paris, 1844, in-12.